# Ordine di San Ferdinando
Il Reale e militare ordine di San Ferdinando (in spagnolo: Real y militar orden de San Fernando) è la più alta onorificenza militare spagnola.

## Storia

Lo stemma della città di Valladolid: si noti, dietro lo scudo storico, l'insegna della croce laureata di San Ferdinando

L'Ordine di San Ferdinando venne fondato a Cadice il 31 agosto 1811 dalla Regencia sotto il nome di Ferdinando VII, re di Spagna e per premiare i militari che si fossero distinti in maniera particolare in favore della difesa della patria e per la sicurezza della comunità nazionale ponendo a proprio rischio la propria vita. Essa venne dedicata alla memoria di san Ferdinando III di Castiglia. Possono ancora oggi ottenerla unicamente gli aderenti all'esercito spagnolo, alla marina, alla aeronautica militare ed alla guardia civile, mentre è stata concessa in passato anche ai combattenti partigiani durante la Seconda Guerra Mondiale.
L'onorificenza, concessa durante il governo regio, venne mantenuta anche durante il periodo repubblicano e successivamente dittatoriale, venendo ricompresa nelle onorificenze reali dopo la restaurazione del 1975. Tra gli insigniti si ricordano Juan Prim, Juan de la Cruz Mourgeón, Francisco de Albear, José Enrique Varela Iglesias, Francisco Serrano y Domínguez, nonché gli italiani Re Vittorio Emanuele II Re Umberto I Giovanni Durando Giacomo Durando Manfredo Fanti Enrico Cialdini Renato Zanardo.
L'onorificenza poteva essere concessa anche collettivamente a gruppi armati, battaglioni o divisioni dell'esercito e delle forze armate spagnole, o in alcuni casi essa è stata addirittura conferita ad alcune città, provincie o regioni benemerite spagnole come Valladolid o la Navarra.
Il dittatore Francisco Franco ha utilizzato il simbolo araldico della Croce di San Ferdinando (che possedeva) anche all'interno del proprio stemma personale.

Croce laureata dell'Ordine di San Ferdinando

## Gradi
L'insegna dell'Ordine e costituita da una croce e una placca detta "Croce laureata" e come tale essa veniva concessa nei seguenti gradi:
- Gran Croce Laureata dell'Ordine di San Ferdinando
- Croce Laureata dell'Ordine di San Ferdinando

A questi si sommano due collari, uno per il Gran Maestro e uno per il Sovrano dell'Ordine (che solitamente coincide con il sovrano di Spagna).

## Insegne

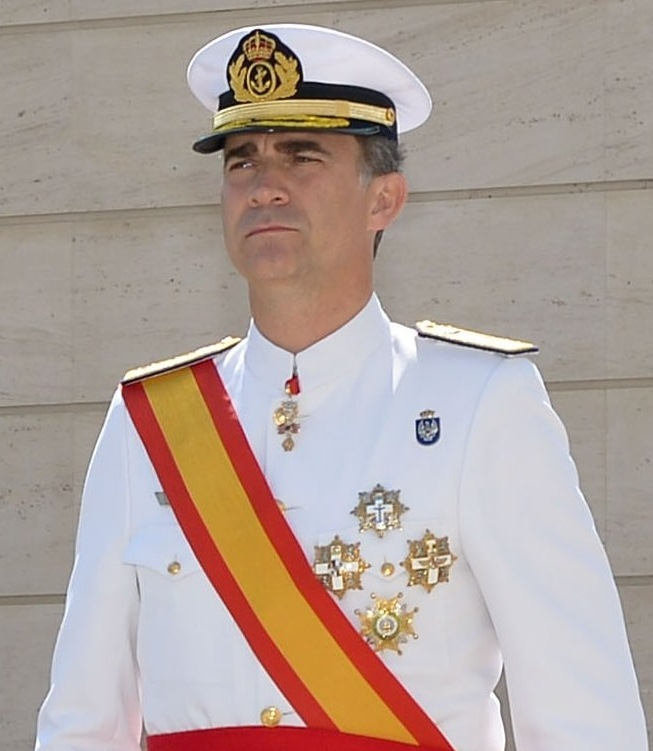
Filippo VI di Spagna Cavaliere di Gran Croce dell'Ordine

- Filippo VI di Spagna Cavaliere di Gran Croce dell'OrdineLa medaglia dell'Ordine consiste in una croce di Malta smaltata di bianco e bordata e pomata d'oro, riportante al centro un disco con dipinta l'immagine a figura piena di re Ferdinando III di Castiglia con le regalìe e circondata da una fascia smaltata con inscritto in oro "AL MERITO MILITAR". Dietro la croce si trova una corona d'alloro smaltata di verde che unisce le quattro braccia. La medaglia è sostenuta al nastro tramite una piccola corona d'alloro smaltata di verde.
- La placca riprende le medesime decorazioni della medaglia ma la bordatura d'oro della croce è più marcata e la figura del re Ferdinando III di Castiglia del medaglione centrale si trova affiancata da due bandiere militari.
- La croce laureata, il cui disegno è valido anche per la Gran croce, consiste in una speciale placca da petto costituita da una croce formata da quattro spade con elsa dorata e lama rossa, dietro le quali si trova una corona d'alloro smaltata di verde che unisce le quattro braccia, con piccole bacche rosse.
- Il nastro è rosso con una striscia d'oro per parte. Esso, per la medaglia militare, si presenta invece bianco, bordato d'oro, riportante al centro una fascia dorata affiancata da una fascia rossa per parte.